# Hieracium hebridense
Hieracium hebridense es una especie de planta con flor del género Hieracium, de la familia Asteraceae, orden Asterales.

## Distribución
Hieracium hebridense se distribuye por Hébridas, Escocia, Irlanda e Irlanda del Norte.

## Taxonomía
Fue descrita científicamente por Pugsl.
Tratamiento taxonómico
La especie aparece registrada y publicada en J. Bot.